# Липириди, Александр Христофорович
Александр Христофорович Липириди (20 октября 1940 — 1991) — советский шахматист; мастер спорта СССР (1983), международный мастер ИКЧФ (1989). Тренер.

## Биография
Восьмикратный чемпион Ставропольского края.
Добился значительных успехов в заочной игре. Звание мастер спорта СССР получил по результатам выступлений в заочных соревнованиях.
Победитель 15-го чемпионата СССР по переписке (1981—1983 гг.). В составе сборной СССР серебряный призер командного чемпионата Европы.
Был включен в число участников 19-го чемпионата СССР. Скончался накануне начала соревнования. Решением оргкомитета и участников турнир был объявлен мемориалом Липириди.

## Основные спортивные результаты
| Год       | Соревнование                                             | + | − | =  | Результат | Место         |
| --------- | -------------------------------------------------------- | - | - | -- | --------- | ------------- |
| 1981—1983 | 15-й чемпионат СССР                                      | 8 | 1 | 9  | 12½ из 18 | 1             |
| 1983—1986 | 16-й чемпионат СССР                                      | 6 | 1 | 11 | 11½ из 18 | 6             |
| 1985—1990 | Мемориал В. П. Симагина                                  | 3 | 1 | 10 | 8 из 14   | 5—6           |
| 1988—1994 | 3-й командный чемпионат Европы (сборная СССР, 3-я доска) | 1 | 2 | 5  | 3½ из 8   | Команда — 2-я |